# Сергеевка (Таврийская городская община)
Сергеевка (укр. Сергіївка) — село в Таврийской городской общине Каховского района Херсонской области Украины. С 24 февраля 2022 года оккупировано в ходе вторжения России на Украину.
Население по переписи 2001 года составляло 773 человек. Почтовый индекс — 74831. Телефонный код — 5536. Код КОАТУУ — 6523582003.

## Название
Название села происходит от имени Сергей. Подробные сведения о Сергее — основателе данного села отсутствуют, однако известно, что этот человек объединил несколько хуторов, которые находились на территории нынешней Сергеевки.

## Природа
Село Сергеевка находится в степной зоне Херсонской области.

## Административное деление
Село Сергеевка состоит из четырёх улиц: «Школьная», «Молодёжная», «Центральная» и «Степная».

## Религия
В Сергеевке имеется православная церковь.

## Образование
Общеобразовательная школа I—II степени.

## Местный совет
74830, Херсонская обл., Каховский р-н, с. Каменка, ул. Советская, 35